# 電動シリンダー

ボールねじとモータからなる電動シリンダーの動作説明図

電動シリンダーとは、電気を動力とし、直線運動を実現する機械要素である。
任意のポイントで停止するなど高度な制御ができる、エネルギー効率に優れるなどの特徴がある。
電動アクチュエータとも呼ばれる。この場合直線運動に限定せず、回転運動をする機械も含まれる。
また、電動シリンダー同士を組み合わせるとクレーンゲームの様に平面空間ないし立体空間の動きが実現される。産業用ロボットの一種である直交ロボットのように利用できることから、単軸ロボットと呼ばれることもある。
電気エネルギーを直線の力に変換するには、ソレノイドやリニアモータを使う方法もあるが、（回転式）モータとボールねじを組み合わせたタイプが多く製品化されている。

## 歴史
人類は産業革命で蒸気機関を手にして以来、動力源として空力（エアシリンダー）や油圧を用いており、産業用ロボットもこの延長線上にあった。
これは、コンピュータや半導体が発明された以降も、巨大な電力はせいぜいリレーで切り替えるしかなく、電動エネルギーでは力が不足していたためである。
しかし、パワーエレクトロニクスの発達、強力な磁石の開発、さらに位置センサやサーボ制御の進化に伴い、電力機械が高出力化していき、小型で安価な動力源として産業用ロボットにも用いられるようになった。
電動アクチュエータは、産業用ロボットとして直交ロボットなどの多軸機構に組み込まれているのがもっぱらであり、単軸で使用したい場合は生産設備設計者などが上記部品を自分で集めて設計する必要があった。
それに対し、単軸ロボットを既製品として利用することで、設備設計時の工数削減やコストダウンにつながるメリットが認識されるようになり、複数メーカーから電動アクチュエータが販売される流れとなった。

## 構成
電動シリンダは、主に機械部品から構成されるアクチュエータ部と、電気部品から構成されるコントローラ部からなる。コントローラ部はアクチュエータ部とセットで販売されていることが多い。

### アクチュエータ

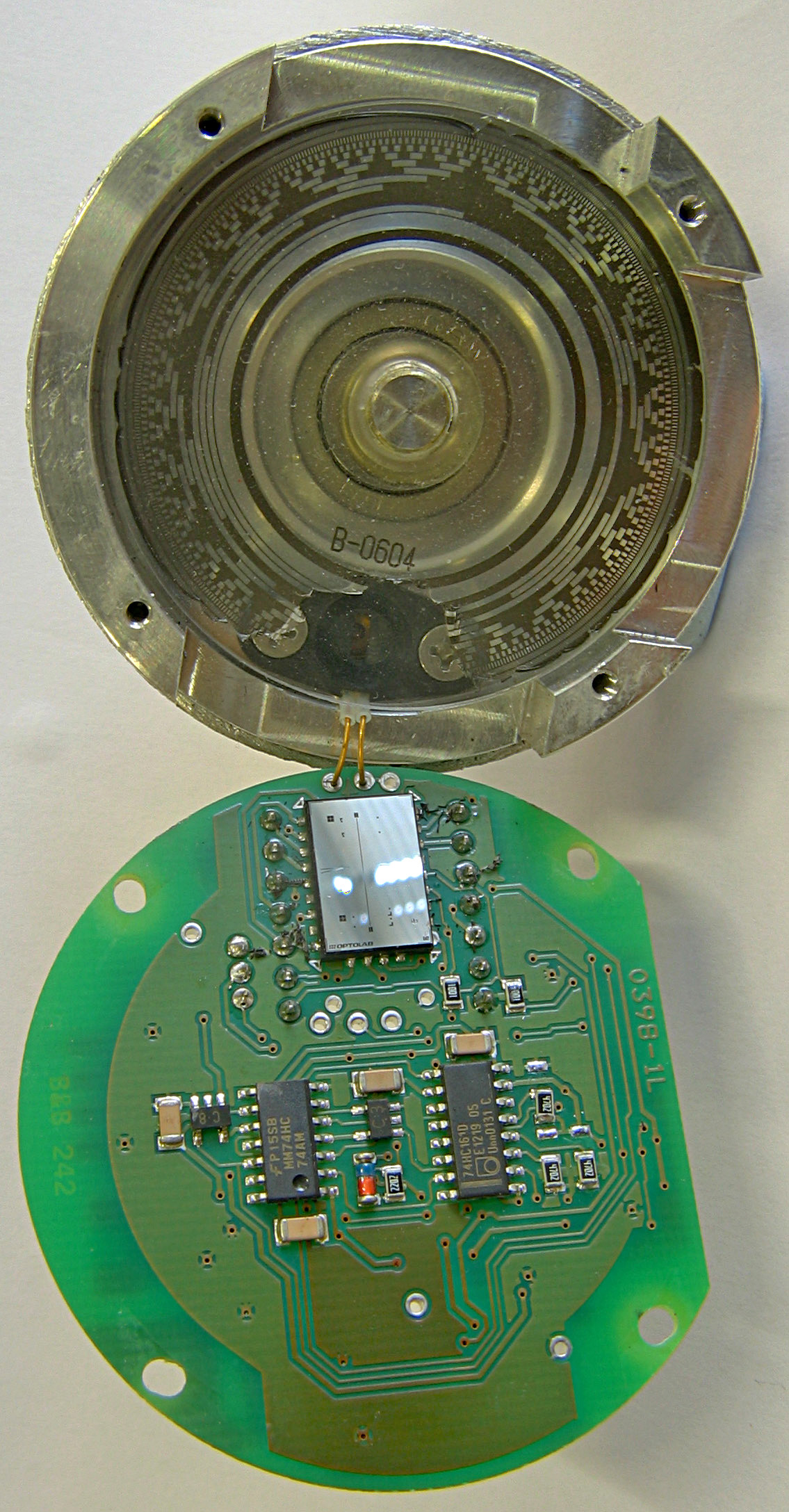
アブリュートエンコーダ

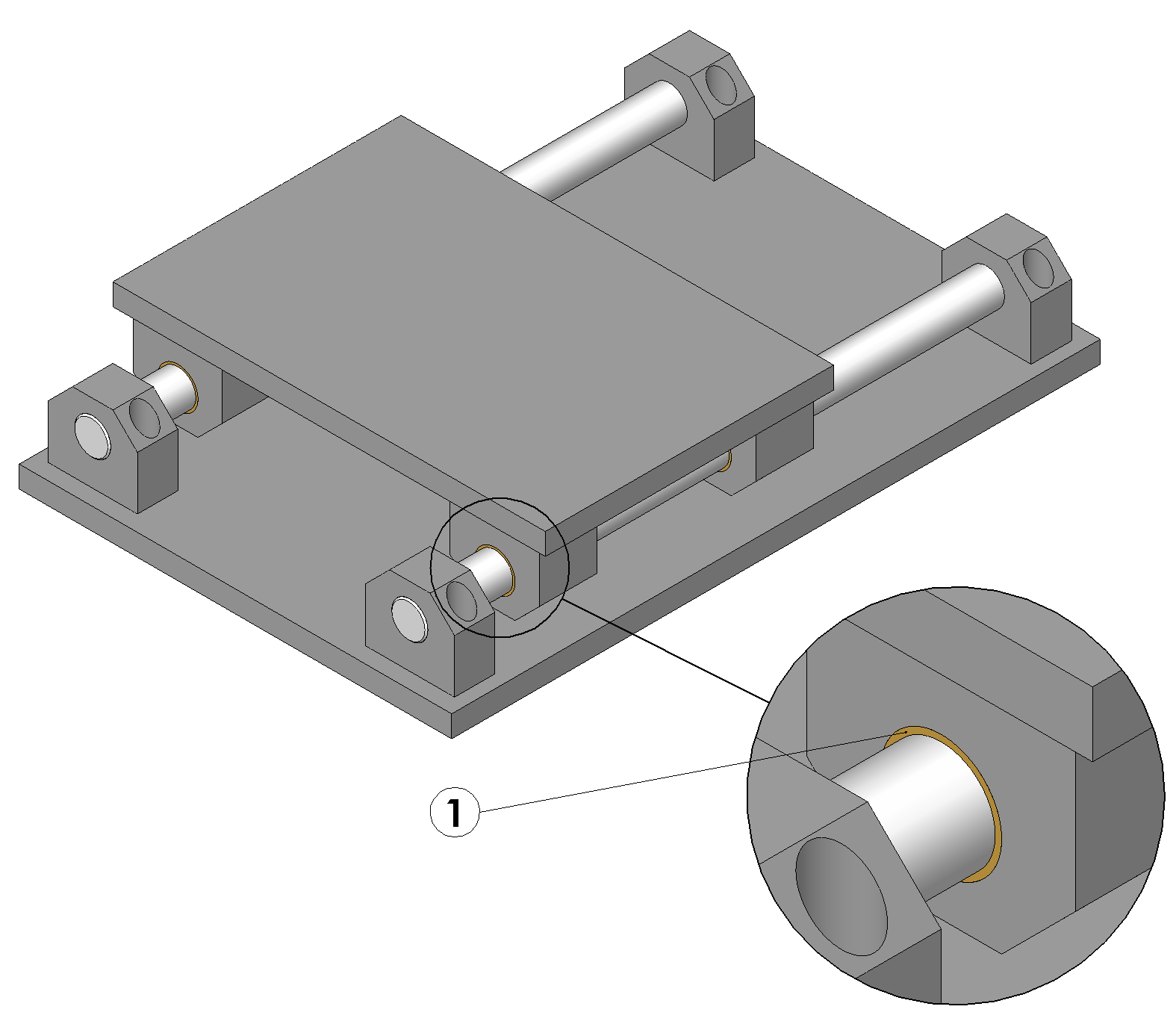
ガイド機構

モータ（電動機）
電気エネルギーを力学的エネルギーに変換する。ステッピングモーターやサーボモータ（ACモータ）が使われる。いずれにしても下記センサを搭載することで閉ループ制御を実現していることが多い。
位置検出センサ
モータ軸の角度を検出するため、回転角センサが搭載されている。これによりセミクローズドループ制御を実現する。センサとしてはレゾルバやエンコーダが用いられる。インクリメンタルタイプとアブソリュートタイプがあり、インクリメンタルタイプは後述の原点復帰動作を必要とする。
一方、アブソリュートタイプは電源を入れた直後に座標が確定する。これは、例えばアブソリュートエンコーダでは電源を入れた直後のモータ軸角度（単回転情報）を取得するため特殊なコードホイールを用意している他、モータが何回転目か（多回転情報）を得るため、エンコーダ基板上にバッテリーを搭載し、外部電源遮断時の回転を検出できるようにしている。
動力変換機構
モータの回転方向の力を直線方向に変換する。主にボールねじが使われる。ボールねじの特性は、リードという一回転当たりの移動量で表される。リードが大きいと、直線運動の速度は大きくなるものの、直線運動の力は小さくなり、リードが小さいとその逆となる。また、さらに大きな力を出すために別に減速機構を設けることがある。これには歯付ベルトや遊星歯車が使われる。
案内機構
ボールねじの回転を抑えるため、直線運動を案内するガイド機構が設けられている。リニアブッシュの様な簡単な物から、直線ガイドとしてある程度負荷を受けられる物まで様々である。
稼働部
指令により稼働し、ワークを搭載する部分。ロッドが伸縮するタイプやロッドレスエアシリンダーに対応するスライダが移動するタイプなど種類がある。
オプション
アクチュエータを垂直に設置する場合、そのままではワークの重さでボールねじが回ってしまう。ブレーキオプションを選択すると、電源遮断時に回転軸が保持されるため、ワークが落ちる心配が無い。

### コントローラ
アクチュエータに動作に必要な電力を供給する電気ユニット。また、高度な制御機能を有するものもある。

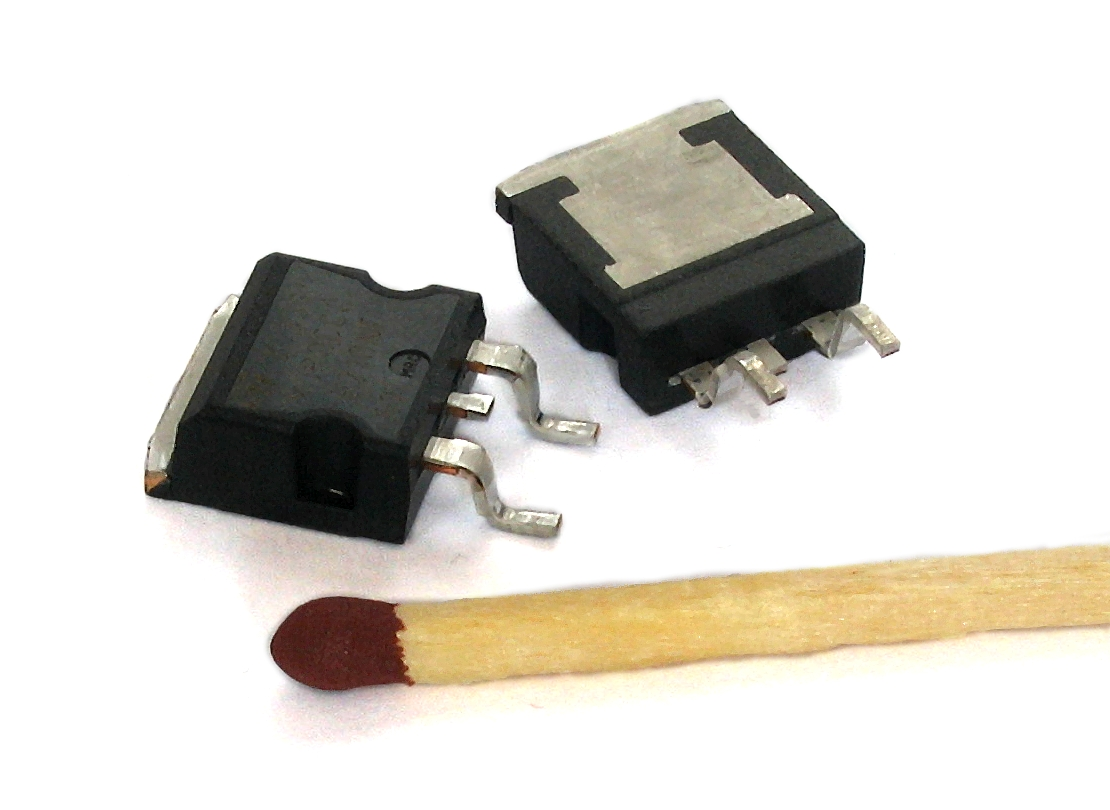
電界効果トランジスタはコントローラ内でアンプとして使われる

パルス列入力タイプ
ポジショナとも呼ばれる。CP制御を実現する。
具体的には、動作時は上位制御器からコントローラへ常にパルスを入力する。コントローラはパルスが入るたびに所定距離移動するように動作する。都合、動作速度はパルス数で指定することになる。以下のコントローラに比べ準備が必要だが、複雑な速度制御を行う場合や、多軸を同期させて動かすときには便利である。
このタイプのコントローラ内部はCPUないし専用チップのドライバと、アンプからなるモータ制御回路が中心で、ベクトル制御などを行いモータとともにサーボ機構を実現する。
ポイント内蔵タイプ
PTP制御を実現する。あらかじめコントローラに座標ポイントを登録しておく。上位機器からI/Oや産業用ネットワーク（フィールドバス）を通じポイントを指定すると、コントローラは内部演算により運転計画を作成し、その位置へ移動する。
内部構成としては、上記パルス列入力タイプに、ポジションを管理する機能と運転計画作成機能を追加した物となる。
プログラム可能タイプ
上記ポイント内蔵タイプの機能に加え、簡単なコントロールプログラムを作成できるタイプ。コントローラのI/Oをスイッチの入力やランプの点灯に使うことができる。小規模な装置だと、このタイプを選択することでPLCを用いなくても装置を構成できる。
コントローラ内データについて
アクチュエータの種類や動作条件に合わせ、コントローラ内の不揮発メモリに種々のデータが記録されている。それらは主にポイント系とパラメータ系に分けられる。
ポイント系データにはアクチュエータ動作時の目標位置(ポイント)、速度、加速度等がある。これらは使用者により異なるため、後述のティーチングツールにより設定する必要がある。
パラメータ系データにはサーボ情報、アクチュエータ情報、ネットワーク情報が含まれる。通常は電動シリンダ製造者があらかじめ設定している。例えば、より高速、すなわちサーボ制御の遅れがより少ないように動かす場合、サーボゲインを使用条件に合わせて再設定する。また、上位PLCと高度な通信を行う場合、PLCに合った設定にする。

### その他構必要部品
ケーブル
アクチュエータとコントローラを接続する。アクチュエータを組み合わせて使用する場合などケーブルが固定されない場合は、屈曲耐性のあるロボットケーブルが使われる。電動アクチュエータは複雑な制御を行うために多芯のケーブルを用いる。そのため、あらかじめ装置にあった長さの専用ケーブルを用意する必要がある。
電源
配線の電圧(100Vないし200V)をロボットに必要な電圧に変換する。コントローラに内蔵されていることもある。
回生装置
動作中のアクチュエータが停止する際、その力学的エネルギーを熱エネルギーに変換する必要がある。出力の小さなアクチュエータではコントローラに内蔵されているが、アクチュエータの出力が大きい場合は放熱を考慮した別ユニットになっている。
ティーチングツール
コントローラにポイントやパラメータを教示するために用いる。PCソフトや専用のハードウェア筐体で用意される。専用の物は堅牢性や操作性に優れる。

### 生産設備関連
使用する単軸ロボットの用途に応じ、必要な物を用意する。
上位制御装置
制御盤やPLC、またはリレー。人が付き添う半自動機の場合、簡単なスイッチでもよい。
据え付け部材
場合により定盤やアルミフレームでロボットを固定する。また、ベルトコンベア等でワークを供給する。
ツール
ワークに工作するグリッパ（ハンド）、エアチャック、接着ならシリンジ、あるいは電動ドライバ等を用意し、ロボット可動部に取り付ける。
安全装置
適宜、遮断機（ブレーカー）や安全柵により作業者を保護する。

## 産業用途での利用
電動シリンダーは繰り返しの正確な動作に長けているため、量産用途に用いるのに適している。
例えば、繰り返しの移動が必要な研磨、部品の整列、また、圧入や不良品排除等に用いられている。
一方で、精密部品や電子部品が含まれることなどから他の機械と特性が異なることもある。
以下に電動シリンダーの特性や注意点をまとめる。

### 選定
電動シリンダーを採用するにあたっては、以下の項目に着目する。
- タイプ、すなわち稼働部がスライダ状が適しているかロッド状が適しているか決定する。また、垂直姿勢、すなわち稼働方向が重力方向ならブレーキ付きを選定する。
- 仕事内容に応じ必要な推力、もしくは可搬質量を算出し、それに応じて機種を絞り込む。
- 必要な動作範囲を満たすようにストロークを決定する。
- 電動シリンダーの速度、ないしそこから計算されるタクトタイムがロボット導入の目的と照らし合わせて問題ないか確認する。
- 停止位置の精度が用途を満たすのに十分か確認する。しばし繰り返し位置決め精度という言葉で表される。これは、前回の停止位置を基準とした時の、以降の位置決め停止でのずれを程度を表す。このため、例えば定規で測った値とは必ずしも一致せず、注意を要する。また、同じ点であっても反対側からの動作ではバックラッシュが上乗せされる。
- 電動シリンダーのガイドでワークを支える場合、ワーク形状が細長いものであったりすると、ガイドにかかる力やモーメントが大きくなる。この時はワークが電動シリンダーの動的許容負荷モーメント以下の負荷であることを確認する。

### 使用手順
非常停止解除
多くの電動シリンダは、意図しない動きをしたときにすぐに停止できるよう、非常停止ボタンが用意されている。安全を確認した上で、これを解除する。
モータ電源投入
サーボ・オン等とも表記される。モータに電流が流れるが、下記の位相検出動作を除きこの段階で動き始める訳ではない。自動車のアイドリング状態に近いといえる。
この状態では稼働部はその位置を維持するように制御される。モータ電源が投入されていない状態では稼働部に力が加わると容易に動くが、この状態では動きを戻す向きにモータが制御されるため、結果として同じ位置が維持される。
電動シリンダの用途によるが、基本的にはモータ電源投入状態を維持して問題ない。省エネを重視する場合や、安全の要求がある場合には適宜モータ電源を切るようにする。
位相検出
モータ電源投入時に、自動で行われる。コントローラから強制的に電流を流す励磁動作により、稼働部が数mm振動する。これにより、コントローラがモータの角度、延いてはどの様にモータコイルに電流を流すかべきかを把握する。
アブソリュートエンコーダや、整流子センサ(commutation sensor)が搭載されている電動シリンダでは、この動作が不要な機種もある。
原点復帰
電動シリンダは、電源遮断時に稼働部が動くこともあり、電源投入時に稼働部がストローク中のどこにあるか、モータとしては何周目のどの角度にあるかをコントローラは把握していない。そこで、原点復帰指令により一方向に突き当たるまで、あるいはリミットスイッチがある場合はそれが稼働部を検知するまで移動する。そして、コントローラはその位置を基準に座標を設定する。
以上が、準備段階である。
位置決め
コントローラに位置決め動作を指令する。即ち、ユーザがコントローラに移動先の座標や速度を指定する。コントローラは、内部で現在位置と指令を元に運転計画を作成する。速度-時間グラフは右上がりの加速域、その次の一定速域、減速域のように台形となる。その後、稼働部が計画に沿うように動作する。あらかじめ指定した範囲内に稼働部が入ると、位置決め完了情報がコントローラより上位に送られ、動作が完了する。その後は、位置を維持しながら次の司令を待つ。
押し付けモード
エアシリンダーで行われるワーク圧入などの押し付ける動作を再現するモード。上記の位置決め動作では運転計画に従って動作するが、途中で負荷が大きくなると遅れが生じる。そして、遅れを取り戻すために電流を大きくしていくが、電流が上限に達したら、あるいは遅れが一定量を越えたらエラー停止する。
それに対してこのモードでは、あらかじめ押し付け力、ないし電流値上限を設定する。はじめは運転計画に従い移動し、負荷が大きくなったら電流を増加する。電流が設定値となったら、その状態、力で押しつけを継続する。圧入が完了し、稼働部が指定位置に到達すれば動作を終了する。あるいは、別途状態をモニターし、上位から押しつけ動作を中断するような使い方をする。

### 保守
電動シリンダは、摩耗部品がほとんど無いため長寿命が期待できるが、定期的にメンテナンスを行うことによりさらに長く使うことができる。以下に主な保守項目と交換部品を示す。

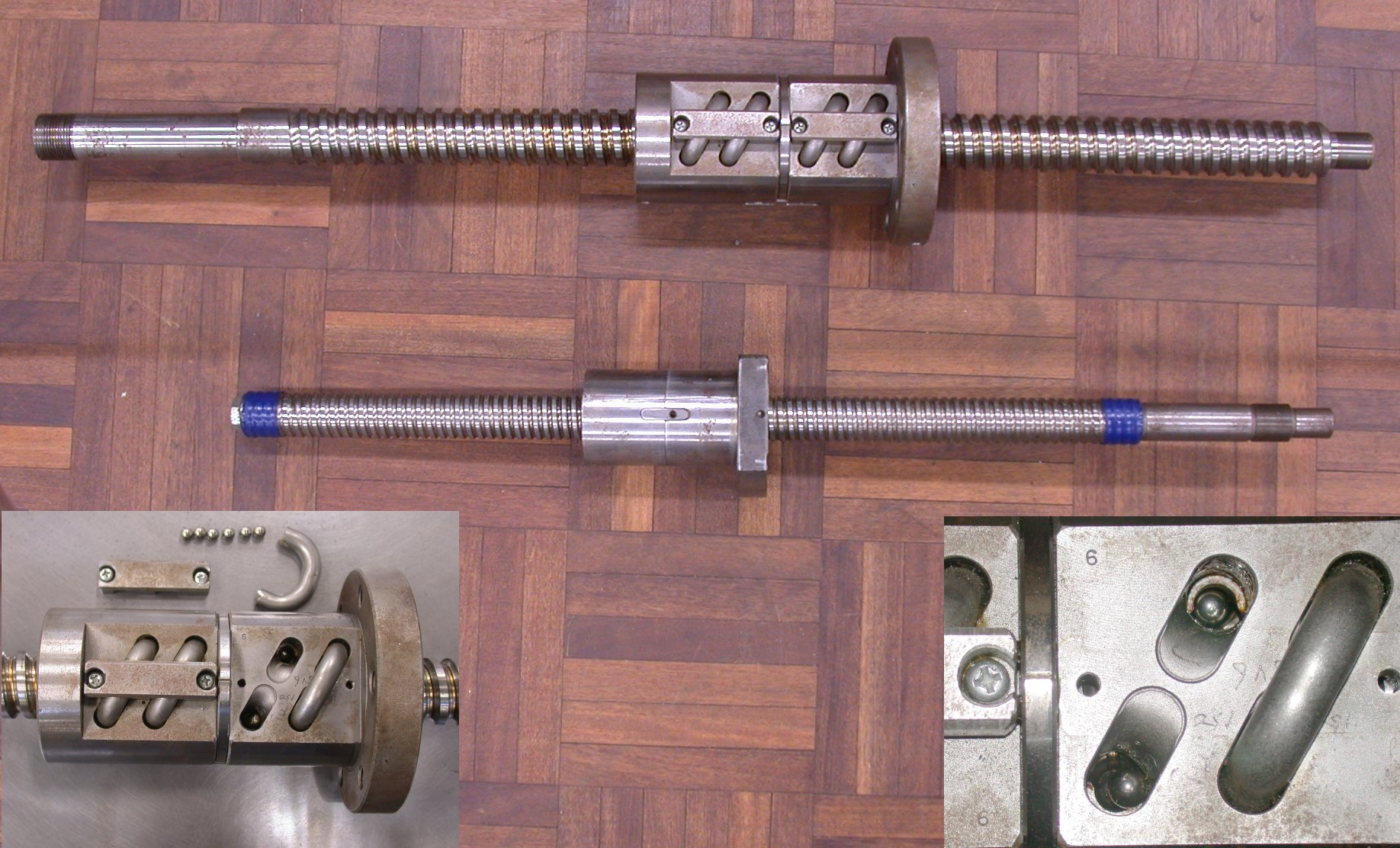
ボールねじは定期的にグリスアップすることで、長寿命を期待できる

グリスアップ
ボールねじやガイドのグリスは、そのままでは経時劣化する。そこで、グリスを追加し良好な潤滑を維持する。
パッキン、シール、ステンレスシート
摺動部にかかる部品がある場合、適切に交換することで安定した動作を維持できる。
ケーブル
稼働部に給電する等でケーブルが動く場合、繰り返しの曲げによる金属疲労が起こる。断線するに備え、交換用のケーブルを用意しておくと良い。
ファン
コントローラのファンは、機能上ホコリが溜まりやすく故障しやすい。適切に空冷できるよう、異常が生じたら交換する。

### エアシリンダとの比較
- エアシリンダに比べエネルギー変換効率が良い。ボールねじの場合、消費電力はエアシリンダの約1/10、電動シリンダの約1/3となる[2]。
- エアシリンダではスピコンで感覚的に調整する必要があり、気温や季節の変動で安定しない、パッキンの劣化で推力が低下するなどの問題がある。電動シリンダはサーボ制御のため、位置決めや速度がより正確に設定、制御できる。
- 電動シリンダは基本的に摩耗部品が無く、長寿命が期待できる。一方で、エアシリンダと違い衝撃に弱い。また、一般に耐環境性はエアシリンダが勝る。
- 電動シリンダを据え付ける面には平面度が求められる。凹凸のある面や加工が粗い面にアクチュエータを取り付けた場合、こじりによりガイド機構に過度な負荷がかっかり動作に支障が出る事がある。
- 電動シリンダは、過熱を避けるためにモータへの通電時間が限られることがある。結果、高速で使うには一定の動作間隔が必要であったり、連続ないし長時間の押し付け動作が不可能など制限が生じる。
- エアシリンダは電源遮断時、あるいはコンプレッサが無くても容易に稼働部を手で動かせる。電動シリンダも大抵の機種は無給電時も動かすことができるが、ブレーキ付きオプションやボールねじのリードが小さい型式では外力で稼働部を動かせないことがある。